# Haliotis cyclobates
Haliotis cyclobates is een slakkensoort uit de familie van de Haliotidae. De wetenschappelijke naam van de soort is voor het eerst geldig gepubliceerd in 1816 door Péron & Lesueur.